# César Almeida (lutador)
César Almeida de Oliveira (nascido em 28 de março de 1988) é um kickboxer e artista marcial misto brasileiro, que atualmente compete na divisão dos pesos médios do Ultimate Fighting Championship (UFC). Almeida já competiu em renomadas organizações de kickboxing, como o Glory e o Superkombat Fighting Championship. Ele conquistou o título de campeão na categoria Super Combat Light Heavyweight Plus.
Em janeiro de 2023, César Almeida foi classificado como o segundo melhor kickboxer de peso médio do mundo pela Beyond Kickboxing e como o terceiro melhor peso médio do mundo pela Combat Press.

## Carreira de kickboxing

### Carreira inicial
Em 21 de dezembro de 2013, César Almeida participou do torneio de cruzeiro do WGP Kickboxing 2013, realizado durante o WGP Kickboxing 17. Na semifinal do torneio, Almeida enfrentou Cristian Torres, vencendo a luta por nocaute no segundo round. Esta vitória lhe garantiu uma vaga na final, onde enfrentou Alex Pereira. Almeida saiu vitorioso da final por decisão dos juízes, consolidando sua posição no cenário do kickboxing.
Almeida lutou uma luta de trilogia com Alex Pereira, com o campeonato de peso cruzeiro de kickboxing do WGP na WGP Kickboxing 25 em 25 de julho de 2015. Ele perdeu a luta por decisão unânime.

### Campeão de Supercombat Light Heavyweight Plus
Em 7 de maio de 2016, César Almeida enfrentou Moises Baute no SUPERKOMBAT World Grand Prix II, disputando o título de campeão da categoria Light Heavyweight Plus do SUPERKOMBAT e o título de regras orientais de kickboxing internacional da WKN. Almeida demonstrou sua habilidade e estratégia ao vencer a luta por decisão unânime, conquistando assim ambos os títulos.
Ele continuou sua trajetória vitoriosa ao enfrentar Guilherme Gimenez no WGP Kickboxing 33, realizado em 10 de setembro de 2016. Almeida venceu a luta por interrupção no segundo round, estendendo sua sequência de vitórias para três lutas consecutivas. Essas conquistas solidificaram ainda mais sua reputação no cenário internacional do kickboxing.
Em 1 de novembro de 2016, César Almeida competiu no torneio de peso pesado (-94,1 kg) do WGP Kickboxing, realizado durante o WGP Kickboxing 34. Na semifinal do torneio, Almeida enfrentou Ricardo Soneca, vencendo a luta por nocaute no segundo round. Esta vitória o levou à final do torneio, onde enfrentou Haime Morais. Apesar de seu desempenho nas semifinais, Almeida foi derrotado por decisão dos juízes na luta final.
Almeida enfrentou Marcelo Nuñez no WGP Kickboxing 36 em 7 de abril de 2017. Ganhou a luta por decisão unânime.
Almeida enfrentou Lucas Alsina para o campeonato de peso cruzeiro de kickboxing do WGP (85 kg) no WGP Kickboxing 50 em 27 de outubro de 2018.  Ele venceu Alsina por um quarto knockout, conseguindo parar seu adversário através de pontapés baixos repetidos.
Após conquistar sua quarta medalha de prata profissional, César Almeida continuou sua carreira lutando em dois combates sem título. Em 10 de novembro de 2018, ele enfrentou Hao Guanghua no MAS Fight. Demonstrando sua habilidade e domínio no ringue, Almeida venceu a luta por interrupção. Em seguida, em 23 de fevereiro de 2019, Almeida enfrentou Lucas Dallapico na Premier Fight League. Ele novamente mostrou sua superioridade, vencendo a luta por nocaute técnico no segundo round. Essas vitórias consecutivas reforçaram sua posição como um dos principais lutadores de kickboxing na sua categoria.
Em 24 de maio de 2019, César Almeida fez sua primeira defesa do título de campeão dos pesos cruzadores do WGP Kickboxing no evento WGP Kickboxing 54, enfrentando Ivan Galaz. A luta foi intensamente disputada, resultando em um empate por decisão dos juízes. Com este resultado, Almeida manteve o seu título, demonstrando resiliência e habilidade ao defender sua posição contra um oponente desafiador..
Almeida enfrentou Sergey Veselkin em sua estreia em Fair Fight IX em 8 de julho de 2019. Ele perdeu a luta por decisão, depois de uma quarta rodada extra foi disputada. Almeida enfrentou Igor Bugaenko em sua segunda aparição com a promoção no Fair Fight X em 26 de outubro de 2019. Ganhou a luta por uma decisão de rodada extra.

### Glória
Almeida fez sua estreia Glory contra Donovan Wisse na Glory Collision 2 em 21 de dezembro de 2019. Wisse ganhou a luta por decisão da maioria.
Almeida fez sua segunda defesa do título de WGP Kickboxing Cruiserweight contra Ivan Galaz no WGP Kick Boxing 66 em 3 de setembro de 2022, após um intervalo de três anos do esporte de kickboxing. Ganhou a luta por um knockout da primeira rodada.
Em 8 de outubro de 2022, César Almeida enfrentou Serkan Ozcaglayan, um dos principais contendores da categoria dos pesos médios, no evento Glory: Collision 4. Almeida teve uma performance impressionante, dominando a luta e conquistando a vitória por decisão unânime. Todos os cinco juízes atribuíram a Almeida um score de 29-26, destacando seu controle e superioridade ao longo do combate.
No evento Glory 83, em 11 de fevereiro de 2023, estava previsto que César Almeida desafiasse o campeão Glory Middleweight (-85 kg), Donovan Wisse. Este confronto representaria uma revanche do primeiro encontro entre os dois, ocorrido em 21 de dezembro de 2019, no qual Wisse saiu vitorioso por decisão da maioria dos juízes. No entanto, o combate foi rebaixado para uma luta de três rounds sem título, devido ao fato de Almeida ter perdido peso, ficando um quilo abaixo do limite estabelecido durante a pesagem oficial.
Apesar da expectativa em torno do confronto, Almeida não conseguiu superar Wisse no ringue. Ele perdeu a luta por decisão unânime dos juízes, sofrendo uma derrota significativa em sua busca pela redenção contra o atual campeão..

## Carreira de artes marciais mistas
Almeida fez seu retorno às artes marciais mistas contra o campeão do peso médio da LFA, Lucas Fernando, na Sétima temporada do DWCS em 8 de agosto de 2023. Ganhou a luta por decisão unânime e foi premiado com um contrato com o Ultimate Fighting Championship.

### UFC
Em 18 de novembro de 2023, César Almeida estava agendado para enfrentar Christian Leroy Duncan no evento UFC Fight Night 232. Entretanto, Almeida foi retirado do card do evento devido a razões médicas, impedindo assim a realização do combate planejado.
Em 6 de abril de 2024, estava agendado para César Almeida enfrentar Josh Fremd no evento UFC Fight Night 242. No entanto, Fremd retirou-se do evento por razões desconhecidas, sendo substituído por Dylan Budka. Em sua estreia no UFC, Almeida não decepcionou, conquistando uma vitória impressionante por nocaute técnico na segunda rodada contra Budka. Sua performance destacada rendeu-lhe o prêmio Performance of the Night, reconhecendo sua habilidade e impacto no octógono.
Almeida está programado para enfrentar Roman Kopylov em 1 de junho de 2024 no UFC 302.

## Campeonatos e realizações

### Kickboxing
- Campeonato de Combate Supercombat
  - 2016 SuperKOMBAT Light Heavyweight Plus (-86 kg) Campeonato
- Rede Mundial de Kickboxing
  - 2016 WKN International Oriental Rules Super Light Heayvweight (-85 kg) Campeonato
- Associação Mundial de Organizações de Kickboxing
  - 2014 WAKO Pro Campeonato Brasileiro de Cruzeiros Leves (-85 kg) K-1 Regras
- WGP Kickboxing
  - 2013 WGP Kickboxing Cruiserweight (-85 kg) Vencedor do Torneio
  - Campeonato Mundial de 2018 de Kickboxing Cruiserweight (-85 kg)
- Federação Brasileira de Kickboxing
  - 2013 Campeonato Nacional de Kickboxing de Brasil -81 kg[36]

### Artes marciais mistas
- UFC
  - Performance of the Night (One Time) vs. Dylan Budka[31]